# Chaureopa microumbilicata
Chaureopa microumbilicata är en snäckart som beskrevs av Frank Climo 1985. Chaureopa microumbilicata ingår i släktet Chaureopa och familjen Charopidae. Inga underarter finns listade i Catalogue of Life.